# Entoloma sericellum
Entoloma sericellum (Elias Magnus Fries), 1818 ex Paul Kummer, 1871) din încrengătura Basidiomycota,  în familia Entolomataceae și de genul Entoloma este o specie destul de răspândită saprofită de ciuperci necomestibile, fără valoare culinară. O denumire populară nu este cunoscută. Bureții trăiesc în România, Basarabia și Bucovina de Nord în grupuri mari precum cercuri în terenuri ierboase și umede, pe mâl, prin luminișuri, în păduri aluvionare și de foioase, prin pășuni, parcuri, pajiști aspre, uneori și pe mușchi. Se dezvoltă de la câmpie la munte din (august) septembrie până la sfârșitul lui noiembrie.

## Taxonomie

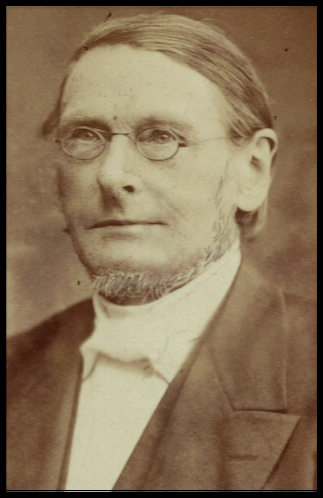
Paul Kummer

Deși botanistul englez William Withering a descris specia drept Agaricus carneoalbus deja în 1796, numele binomial hotărât este Agaricus sericeus var. sericellus, creat de renumitul micolog suedez Elias Magnus Fries în volumul 2 al operei sale Observationes mycologicae din 1818. În 1821, el însuși a transformat variația într-o specie independentă cu numele Agaricus sericellus, de verificat în volumul 1 al trilogiei sale Systema Mycologicum.
Apoi, în 1871, micologul german Paul Kummer a redenumit specia, transferând-o la genul Entoloma cu epitetul sericellus în marea sa lucrare Der Führer in die Pilzkunde: Anleitung zum methodischen, leichten und sicheren Bestimmen der in Deutschland vorkommenden Pilze mit Ausnahme der Schimmel- und allzu winzigen Schleim- und Kern-Pilzchen, fiind numele valabil până în prezent (2021).
Datorită variabilității mari ale acestei ciuperci, desigur se ivesc unele dificultăți de determinare și numeroasele sinonime mărturisesc plasticitatea speciei. Pe lângă taxoanelor menționate în infocasetă au fost descrise și mai multe variații, de citit de exemplu la Index Fungorum. Denumirea din 1970 a micologilor David Lee Largent și Robert G. Benedict anume Alboleptonia sericella, propagată de unii micologi anglo-americani, nu s-a impus până astăzi.
Epitetul specific este derivat din diminutivul adjectivului latin (latină sericus=îmbrăcat în mătase, mătăsos), datorită aspectului al cuticulei.

## Descriere
Ciuperca este foarte variabilă în culoare și dimensiune. Poate produce corpuri fructifere mici și delicate, asemănător celor de genul Mycena, dar poate fi, de asemenea, dezvoltată destul de puternic. Caracteristicile ei microscopice sunt la fel de variabile.

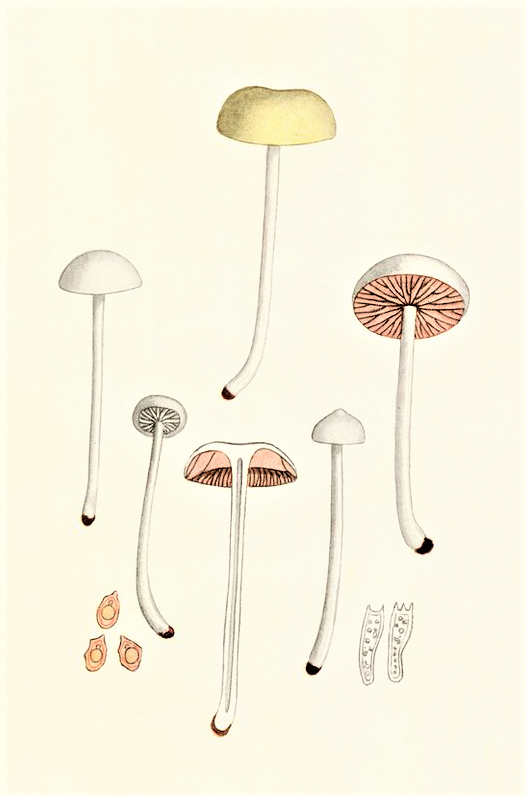
Bres.: Entoloma sericellum

- Pălăria: are un diametru de 1,5-5 (7) cm, este preponderent subțire, slab hialină și fragilă, mai întâi boltită cu marginea pentru mult timp răsfrântă în jos, la maturitate convexă și în sfârșit aplatizată, nu rar deprimată în centru, prezentând uneori un gurgui mic, nepronunțat. Cuticula netedă, uscată, mătăsoasă cu un aspect puțin fibros (în vârstă adesea fin pâsloasă) este la început albă, apoi de un colorit variabil care poate fi, gri-albicios, palid ocru-roșiatic sau deschis roz-maroniu. Marginea nu este niciodată striată.
- Lamelele: mai întâi drepte, apoi arcuite concave, aderate larg și uneori chiar slab decurente cu un dinte la picior, sunt destul de distanțate între ele și subțiri, bifurcate, cu lameluțe intercalate, coloritul fiind pentru mult timp alb ca zăpadă, apoi gălbui, devenind abia la bătrânețe roz-carneu deschis.
- Piciorul: destul de fibros, aproape translucid și uscat are o înălțime de 3-6 (8) cm și o grosime de 0,3-0,6 cm, este mai mult sau mai puțin cilindric, la bază puțin clavat, fiind pe dinăuntru mai întâi plin, apoi tubular gol. Coaja ceva brumată este albicioasă până ce devine în vârstă palid gălbuie. Tija nu poartă un inel.
- Carnea: sticlos-albicioasă până slab gălbuie, este preponderent subțire și fragilă, iar în picior ceva fibroasă, având un miros plăcut, puțin ierbos, făinos sau ca de castraveți proaspeți precum un gust similar și blând.[3][4]
- Caracteristici microscopice: are spori pronunțat colțuroși izodiametrici (de același diametru), uneori ceva alungiți, iregular hexagonali, hialin-rozacei, cu una sau mai multe picături uleioase în interior. măsurând (8) 9-10 (11,5) x (7) 10-(9) 11 microni. Pulberea lor este de un colorit roz până slab brun-roz. Basidiile preponderent cu 4 sterigme fiecare cu fibule sunt clavate, cu o dimensiune de 28 (31)-32 (38) x 8 (9)-10 (13) microni. Cheilocistidele (elemente sterile situate pe muchia lamelor) sunt tufoase, cilindrice până sub-cilindrice și la capete îngroșate, având acolo o formă asemănătoare unei sticle rotunjite cu gât îngust. Pileocistidele (elemente sterile de pe suprafața pălăriei) au hifee cilindrice până slab cuneiforme, hialine (translucide) de 5-14 µm grosime, cu o lățime de 5-14 µm în cele terminale. Prezintă multe catarame.[11][12]
- Reacții chimice: nu sunt cunoscute.[13][14]

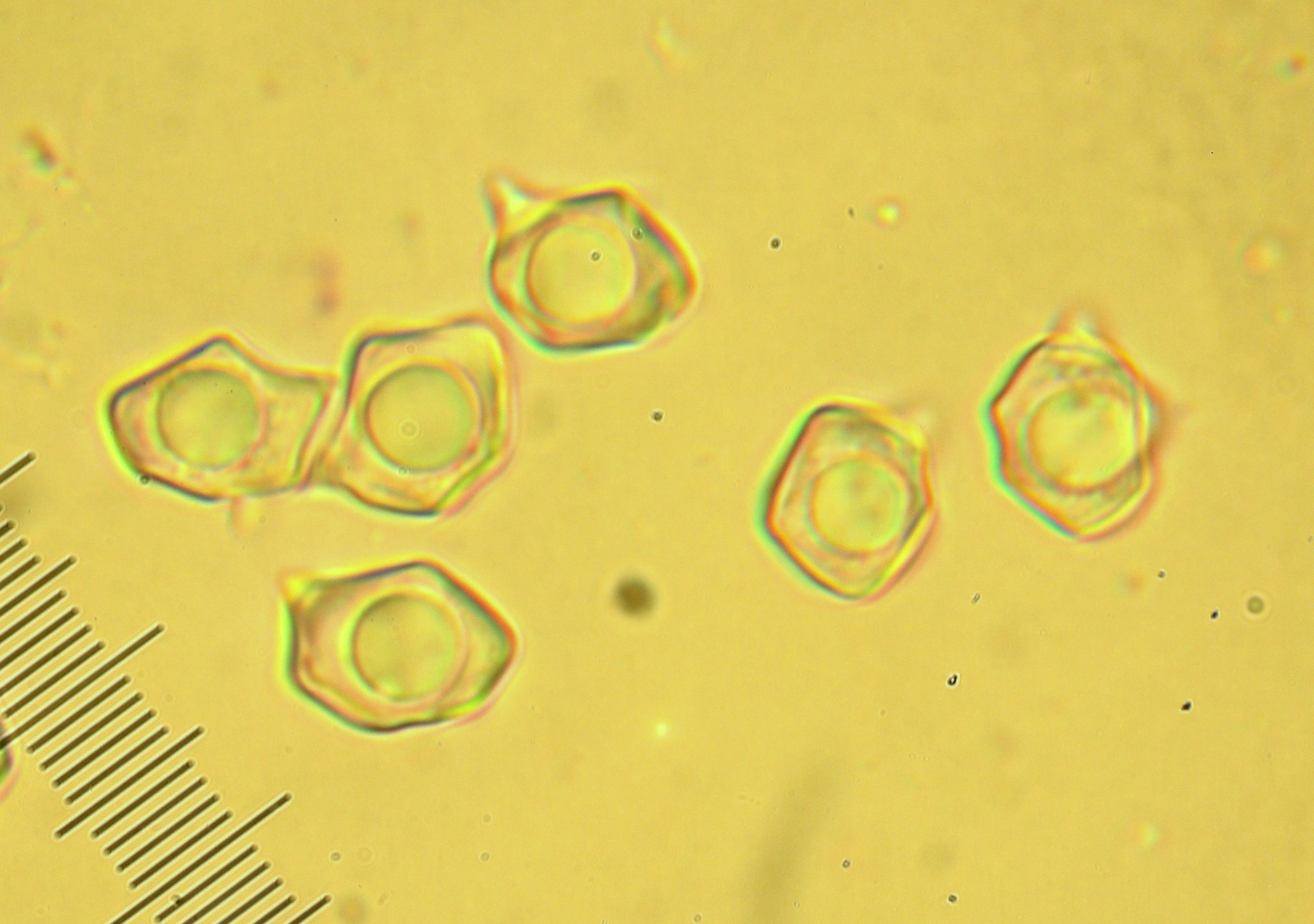
E. sericellum, spori
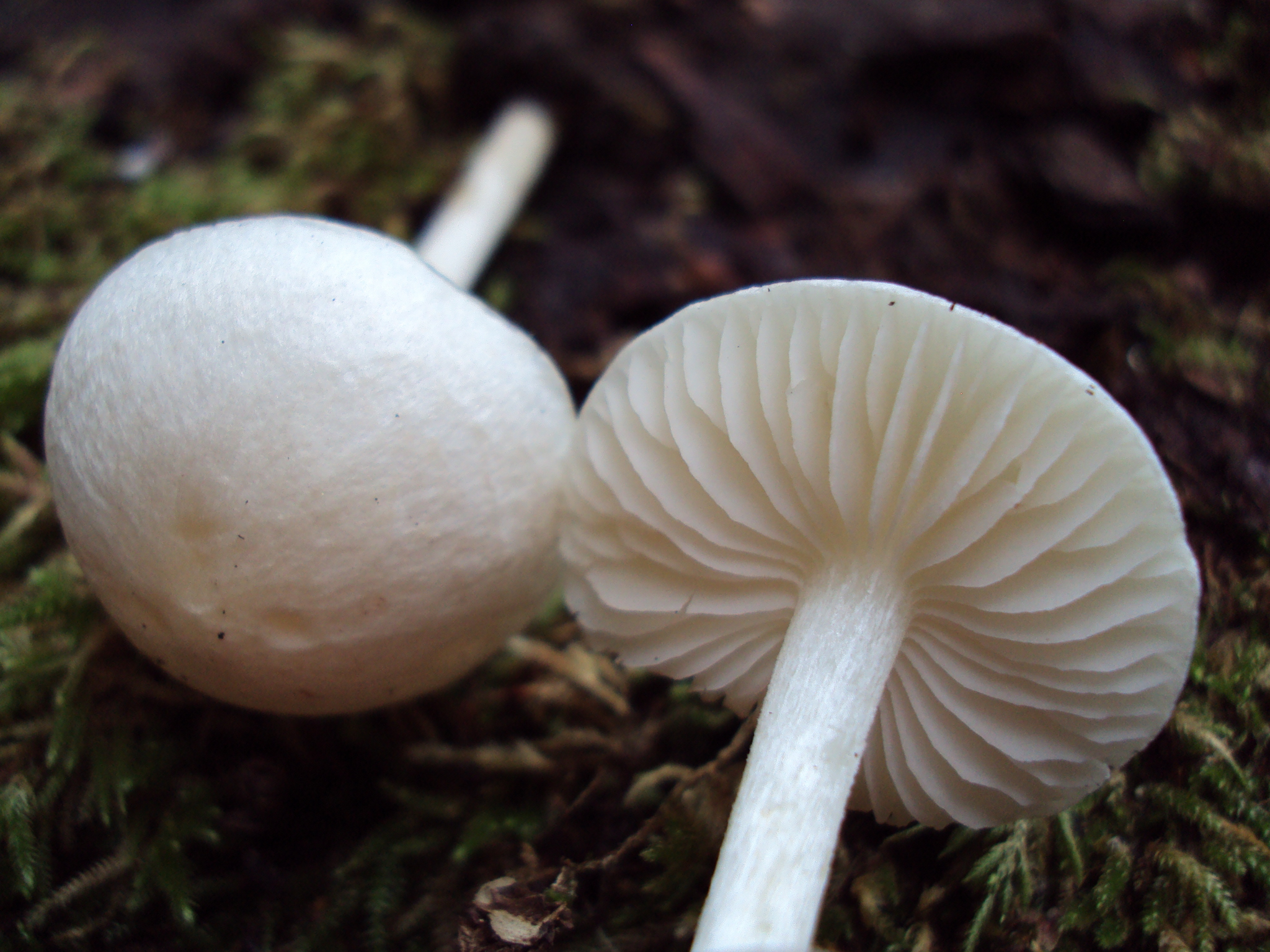
E. sericellum, pălărie, lamele și picior
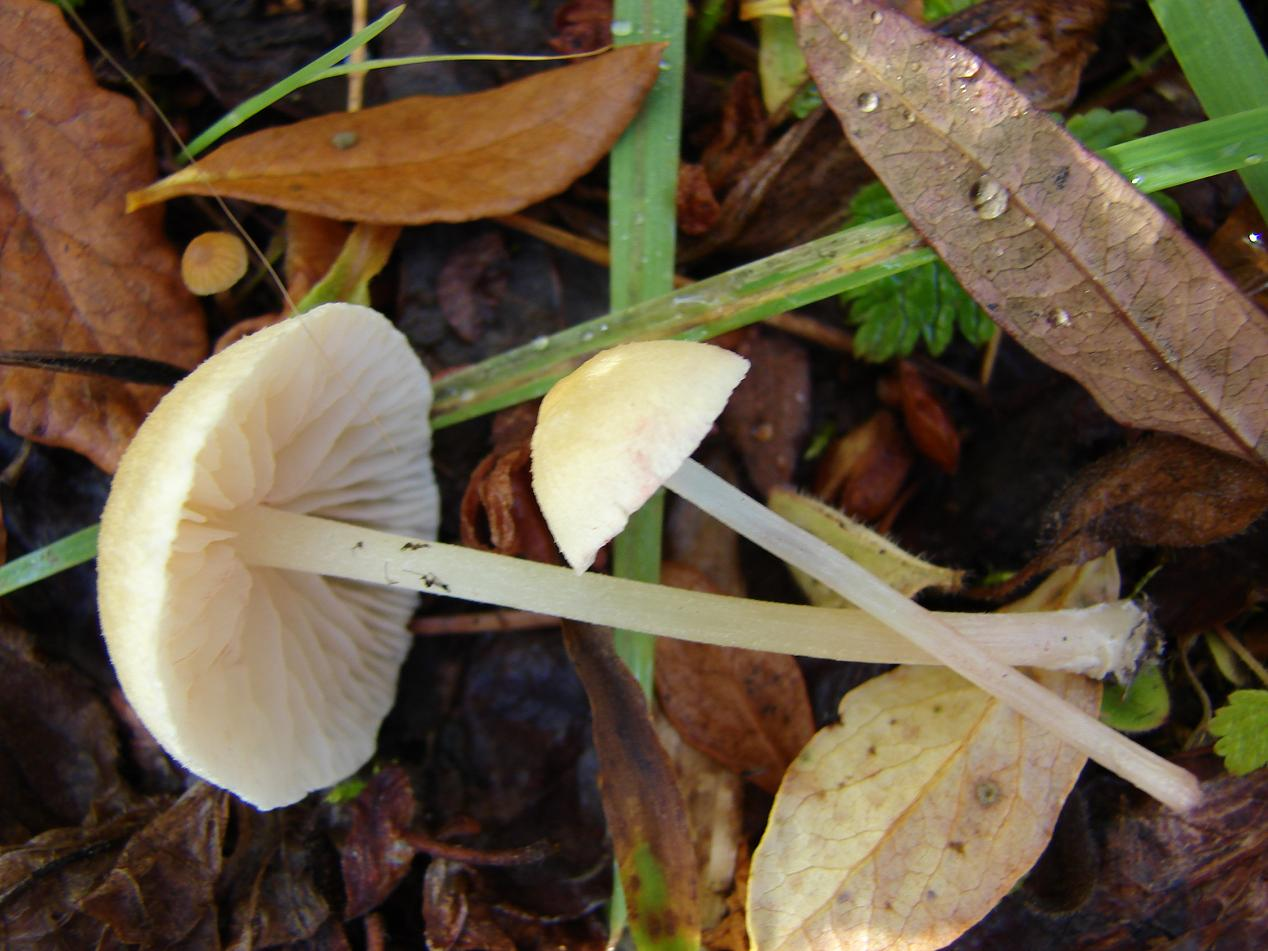
E. sericellum tinere
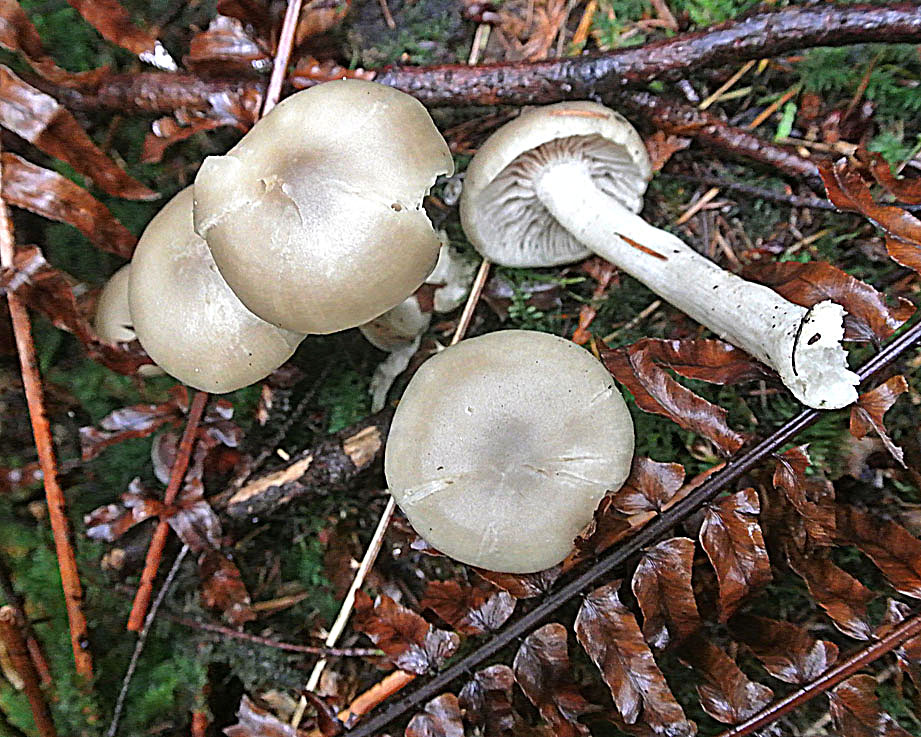
E. sericellum mature
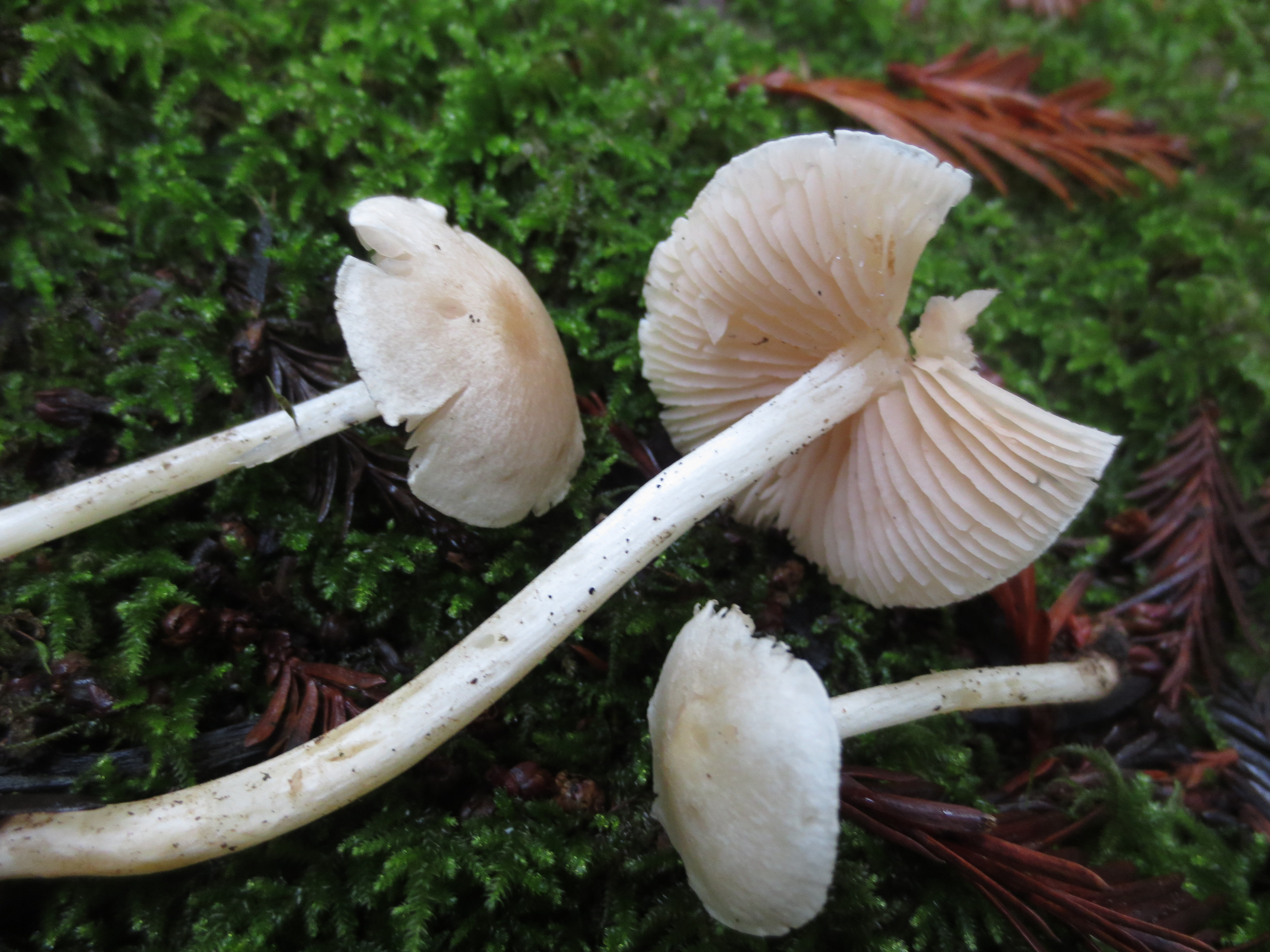
E. sericellum bătrâne

## Confuzii
Buretele poate fi confundat de exemplu cu: Entoloma excentricum (necomestibil),  Entoloma neglectum (necomestibil) + imagini, Entoloma pallens (necomestibil), Entoloma queletii (necomestibil), Entoloma sericeum (otrăvitor), dar, de asemenea, cu Inocybe cookei (otrăvitoare), Inocybe perlata (otrăvitoare), Inocybe rimosa sin. Inocybe fastigiata (otrăvitoare), Lepiota erminea (necomestibilă), Marasmius oreades (comestibil), Mycena flavoalba (necomestibilă),  Mycena galericulata, Mycena pura (condiționat comestibilă) sau Volvariella taylorii (necomestibilă).

## Specii asemănătoare în imagini

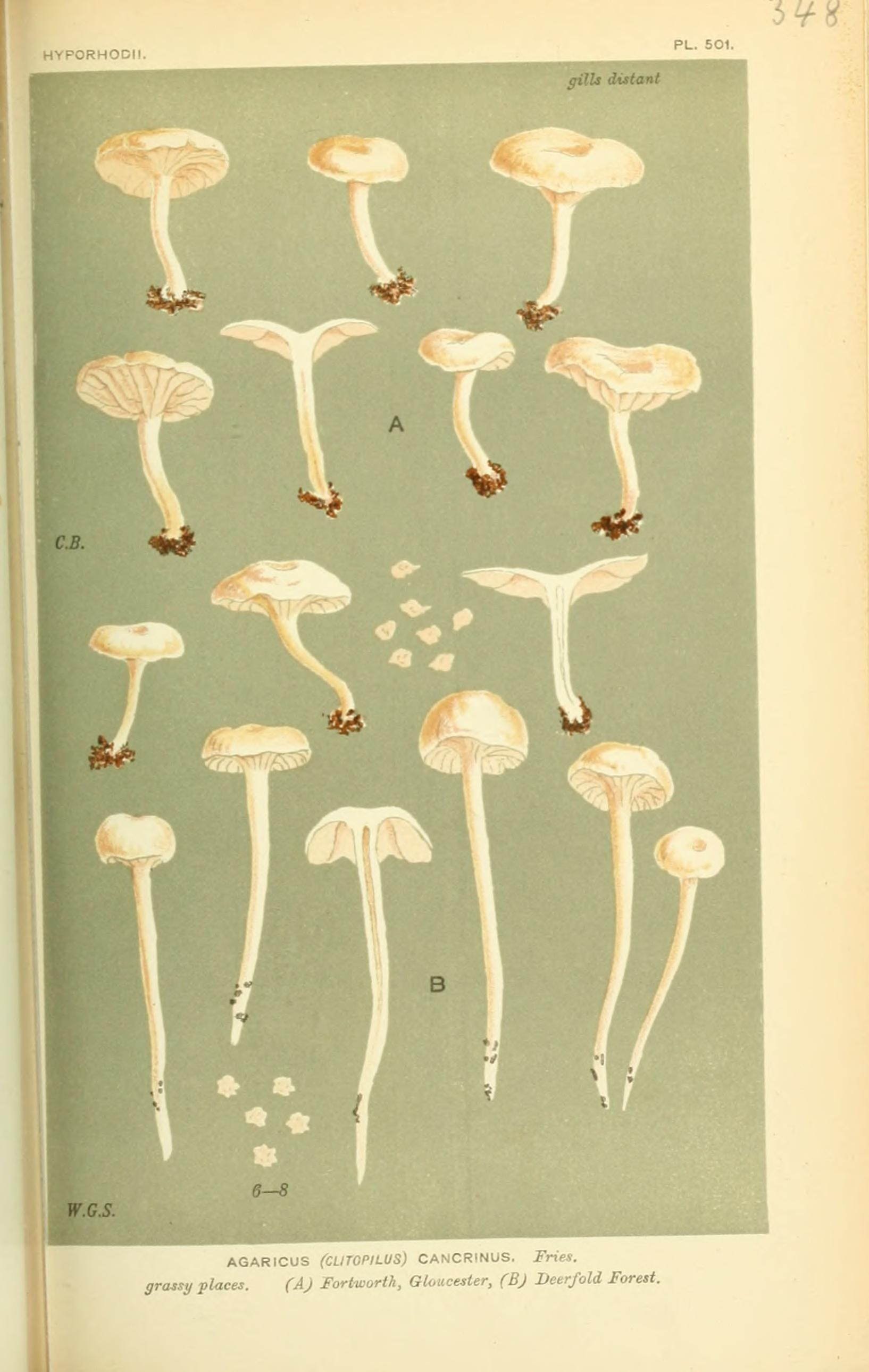
!Entoloma neglectum!
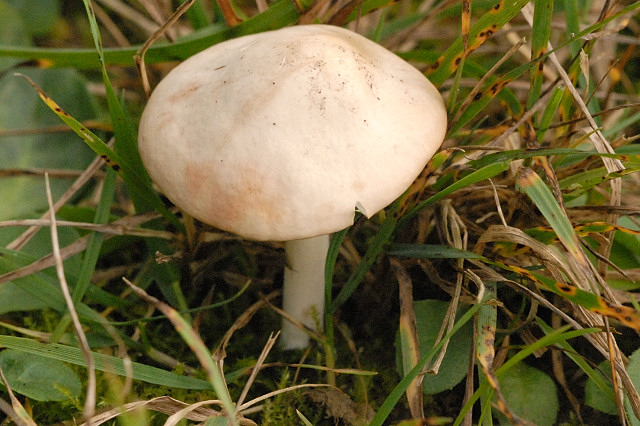
!Entoloma excentricum!
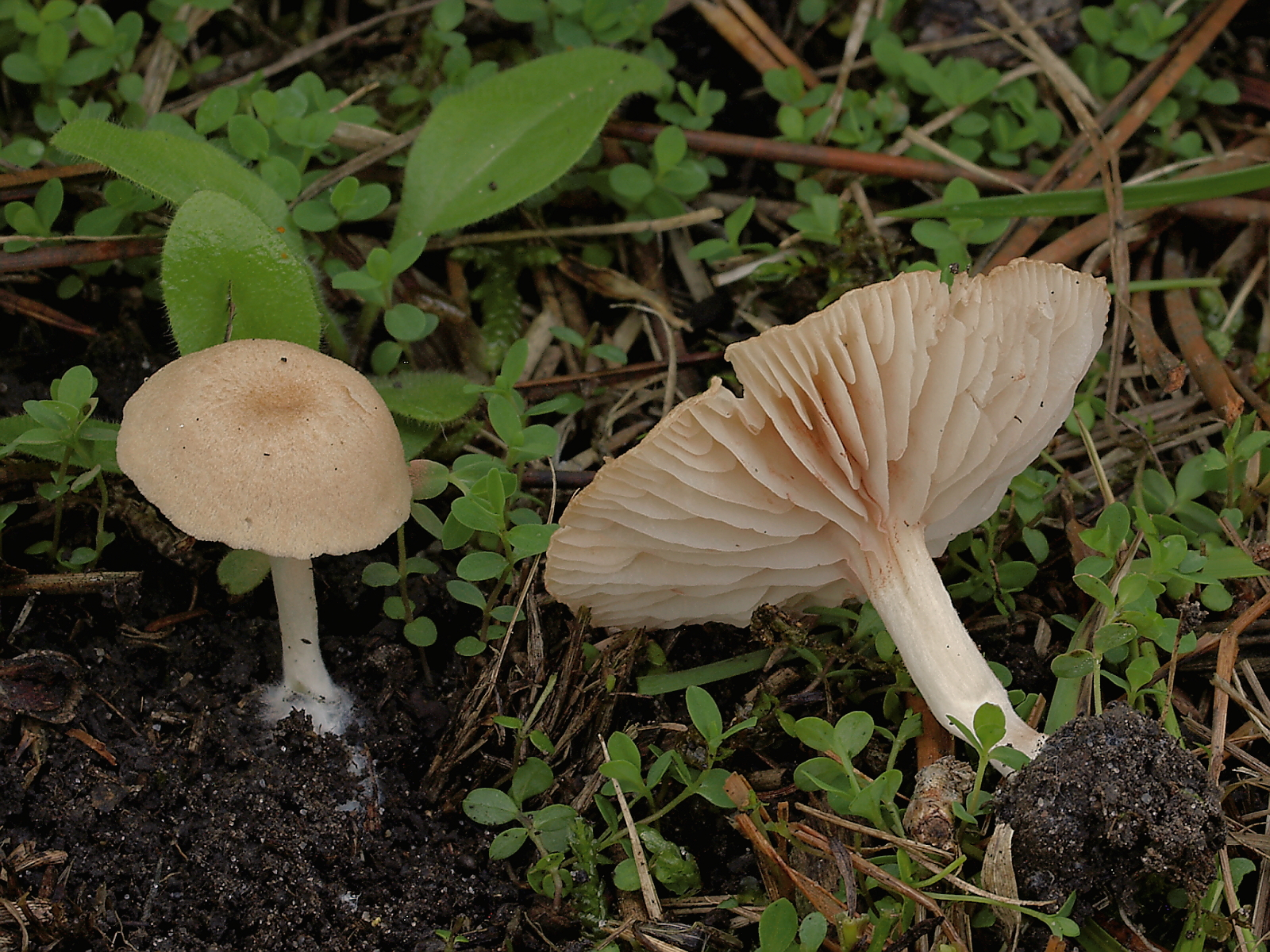
!Entoloma pallens!
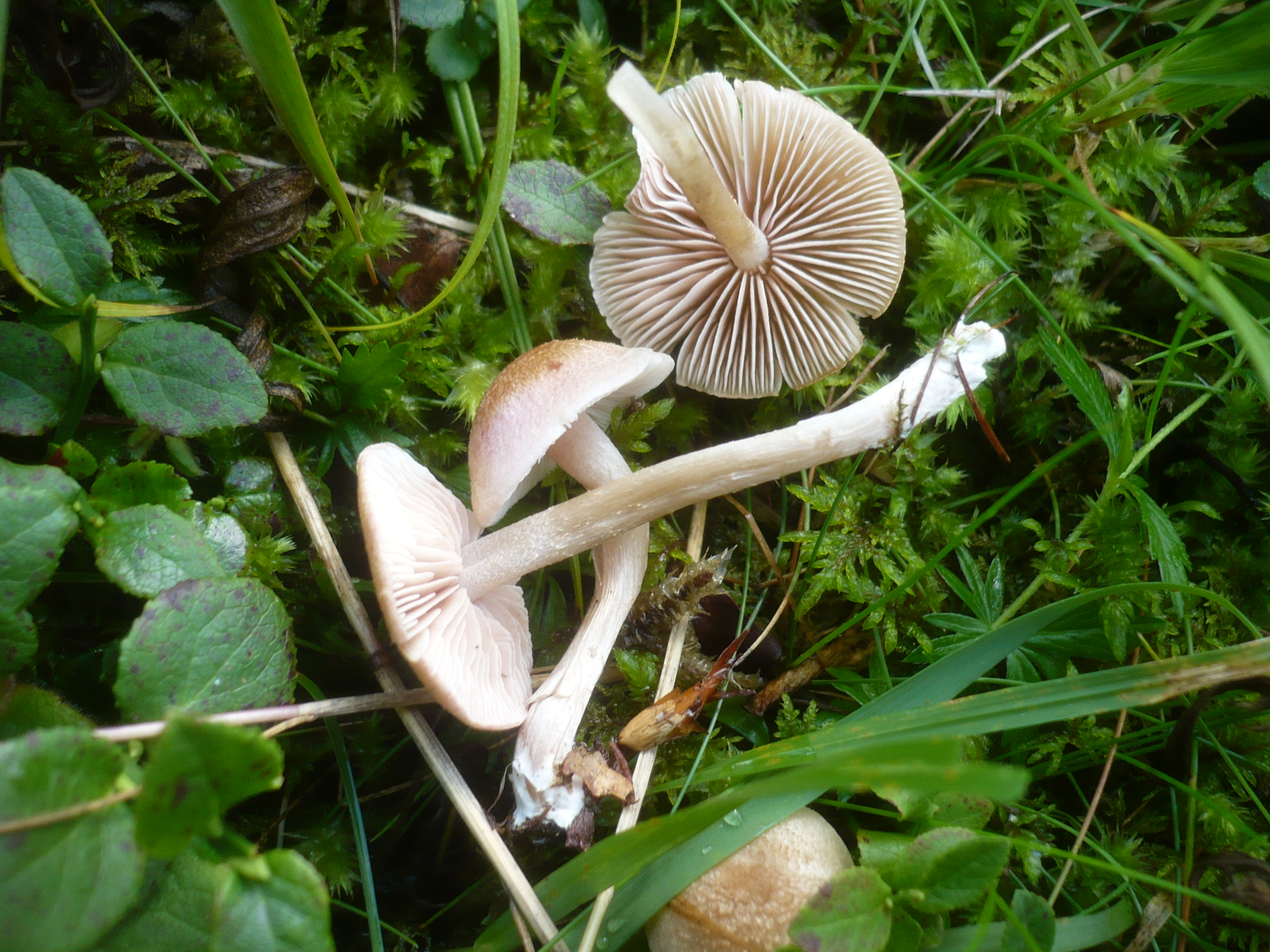
!Entoloma queletii!
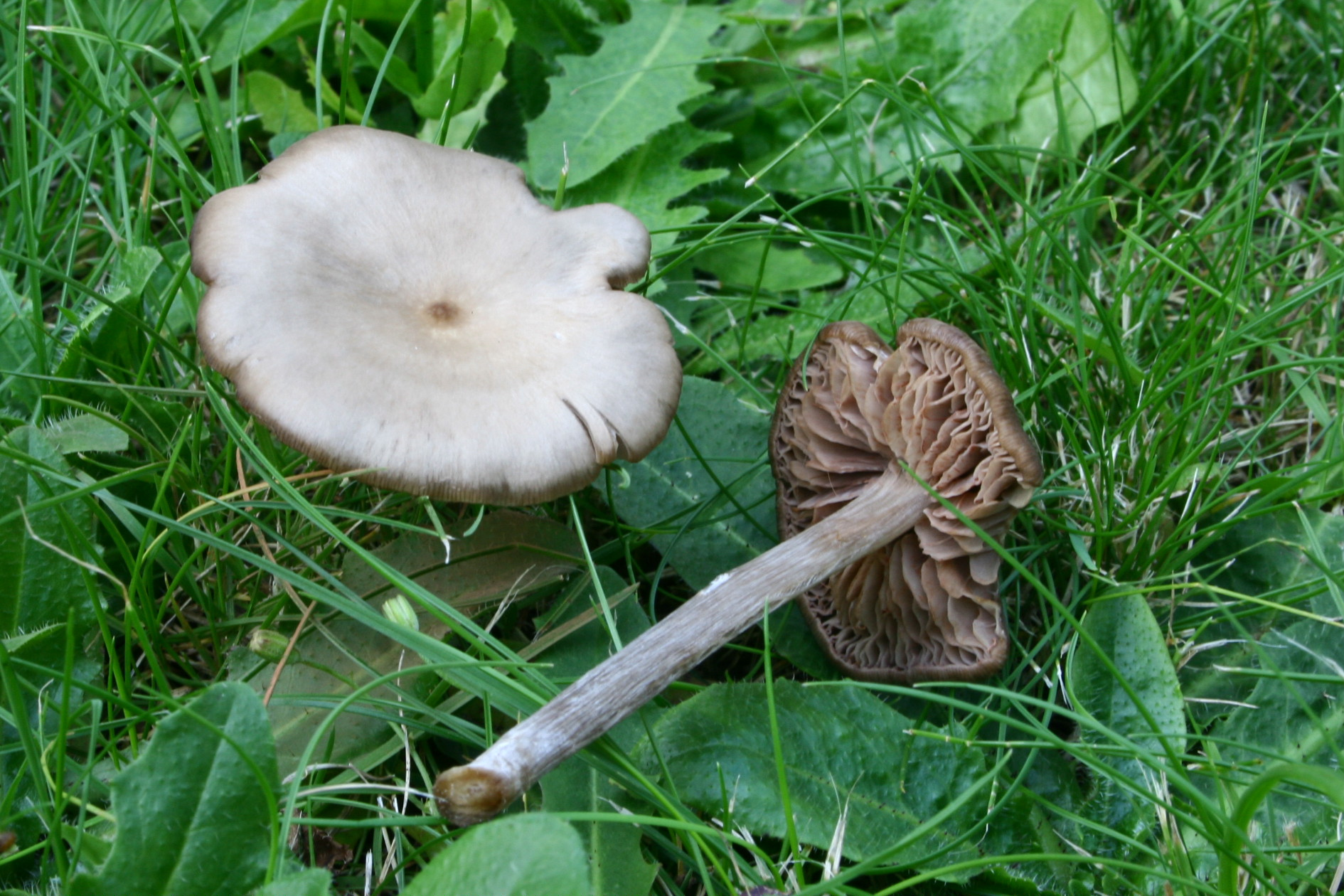
!!Entoloma sericeum!!

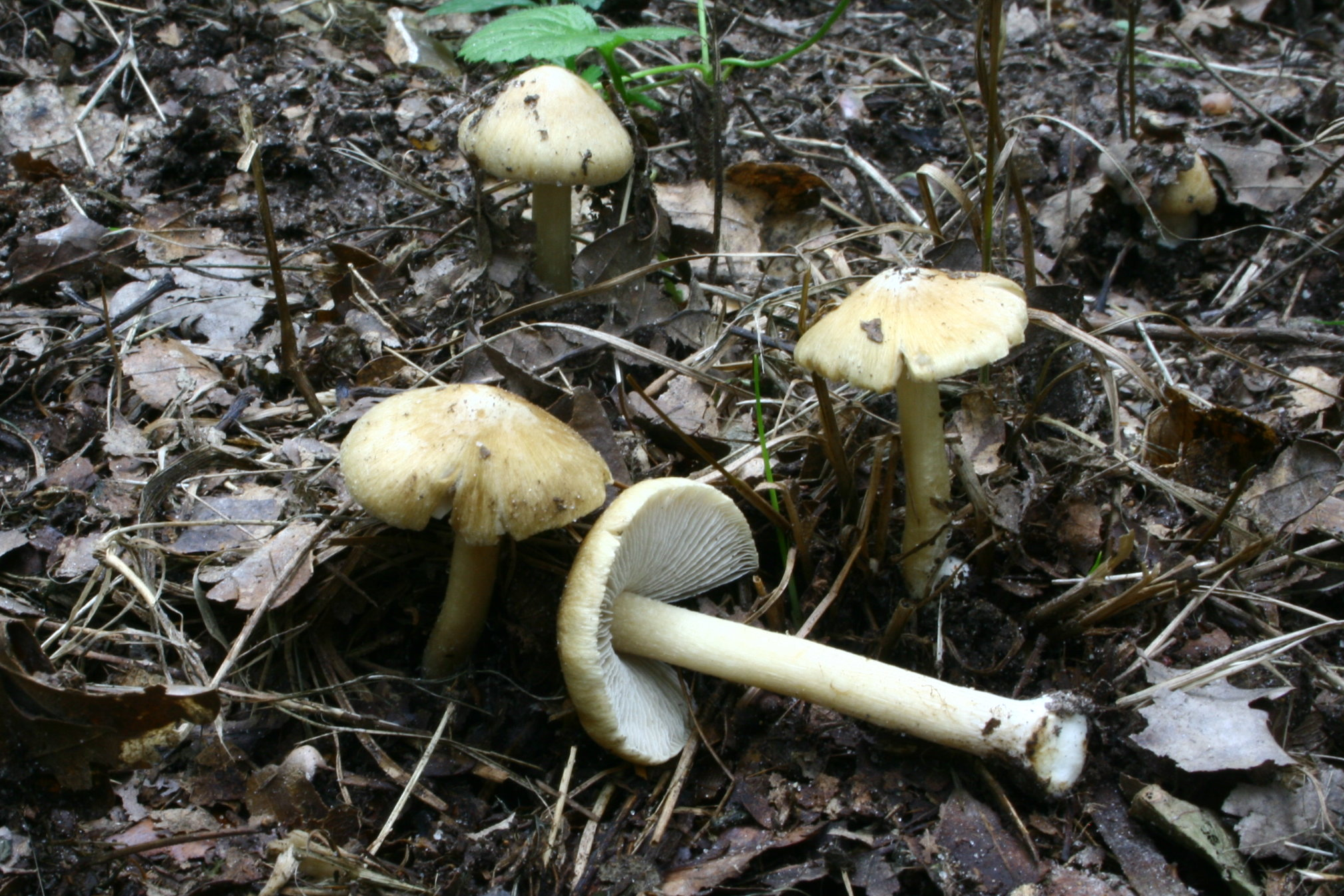
!!Inocybe cookei!!
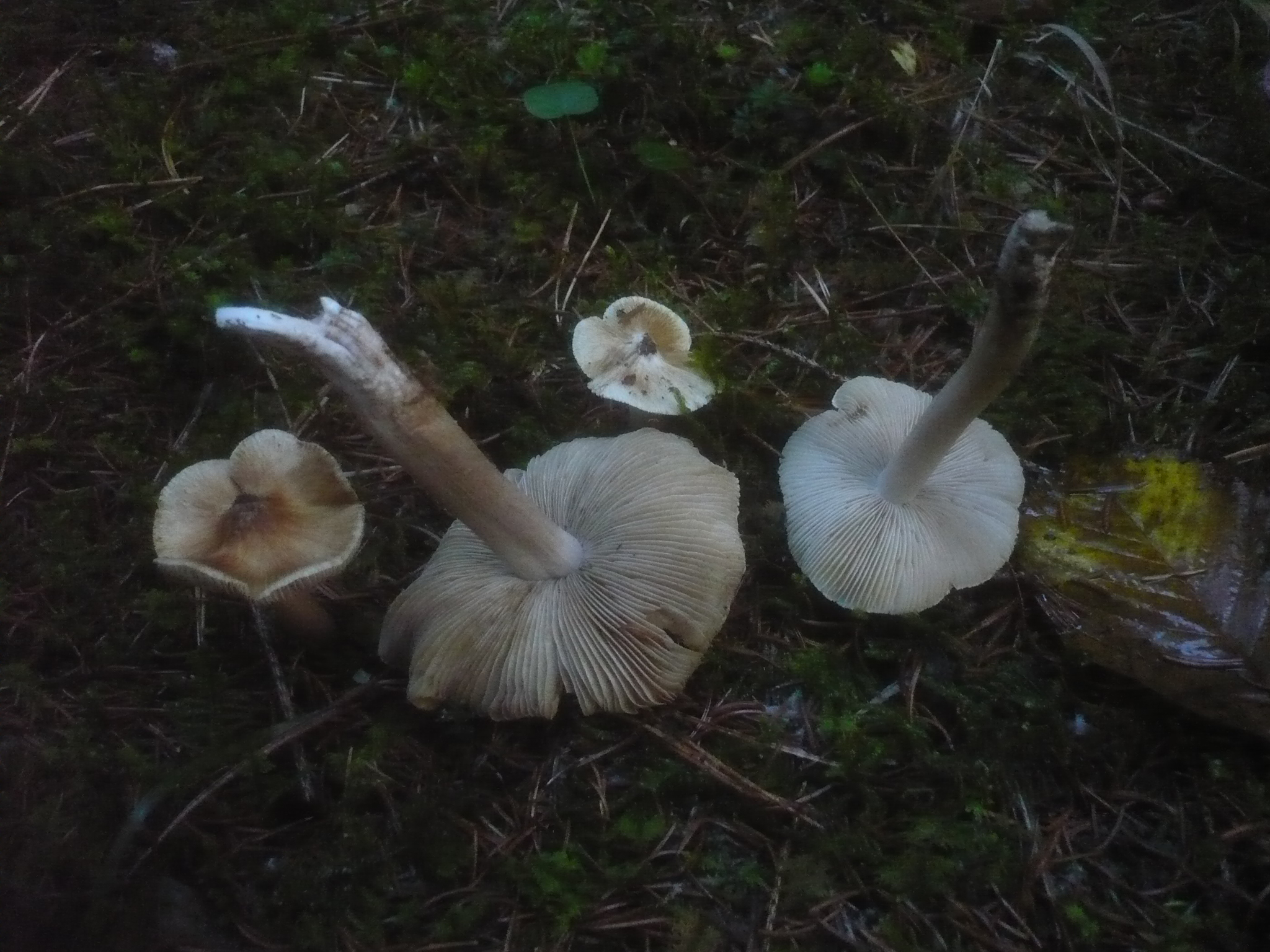
!!Inocybe perlata!!
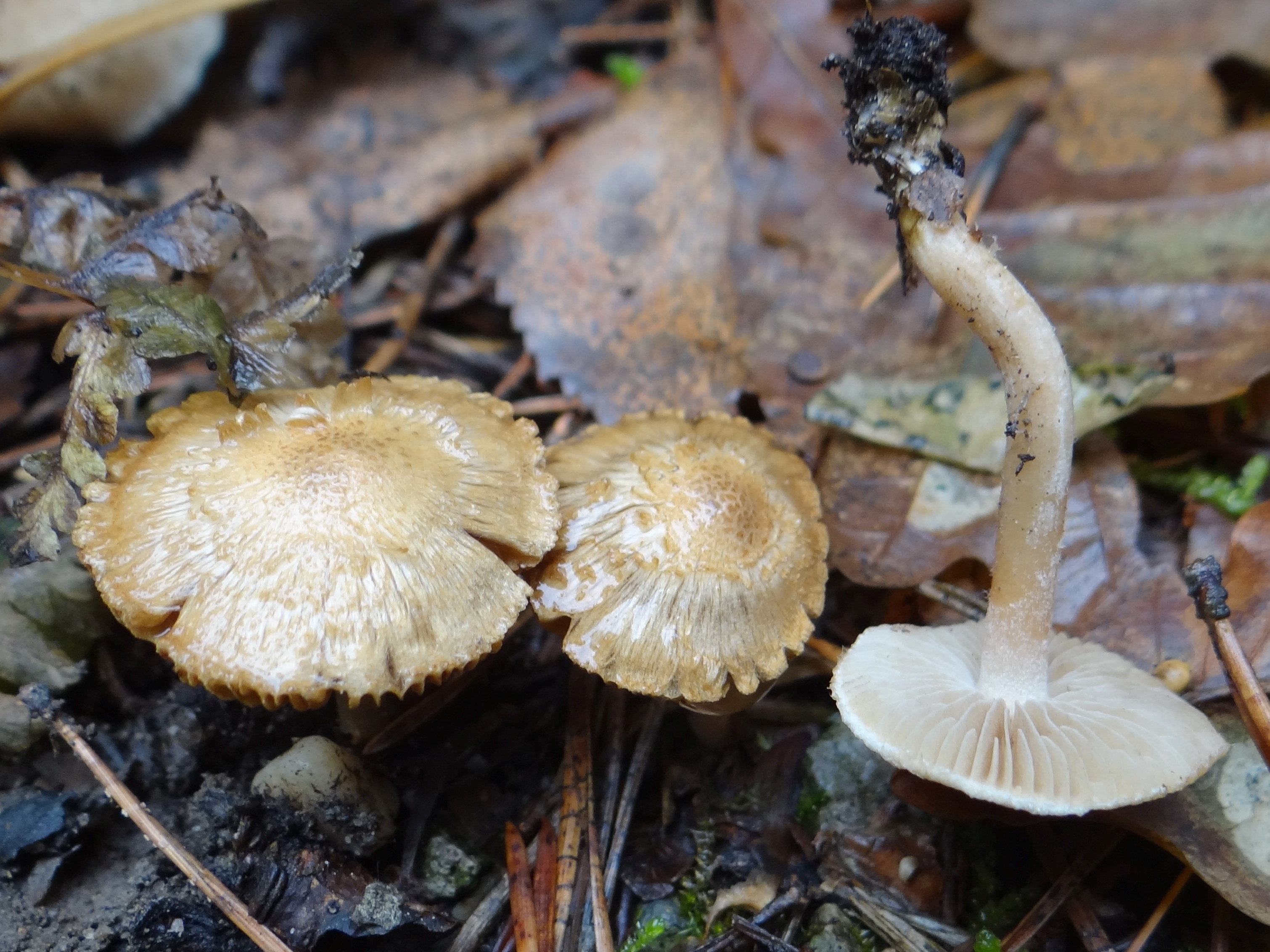
!!Inocybe rimosa!!
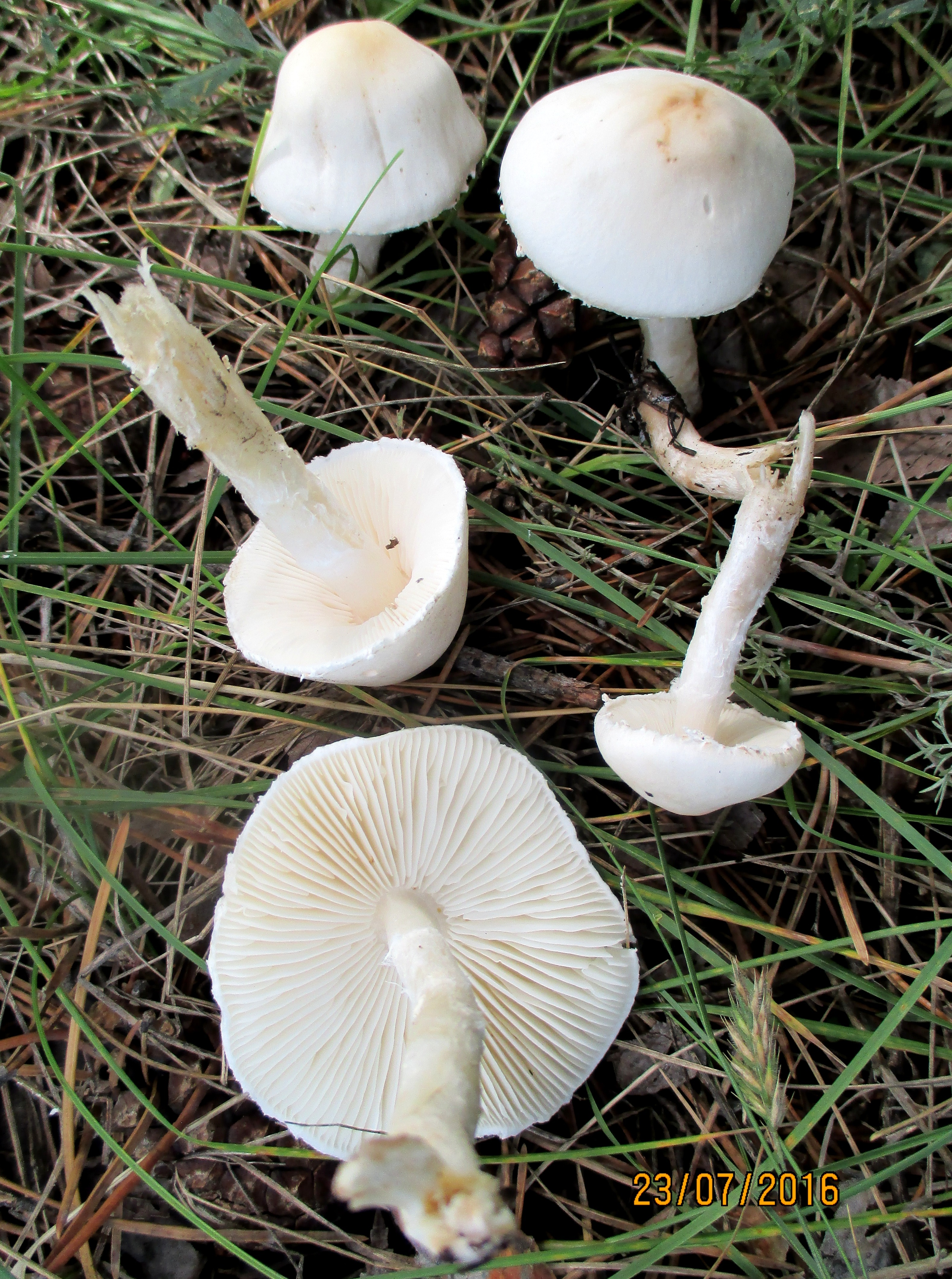
!Lepiota erminea!
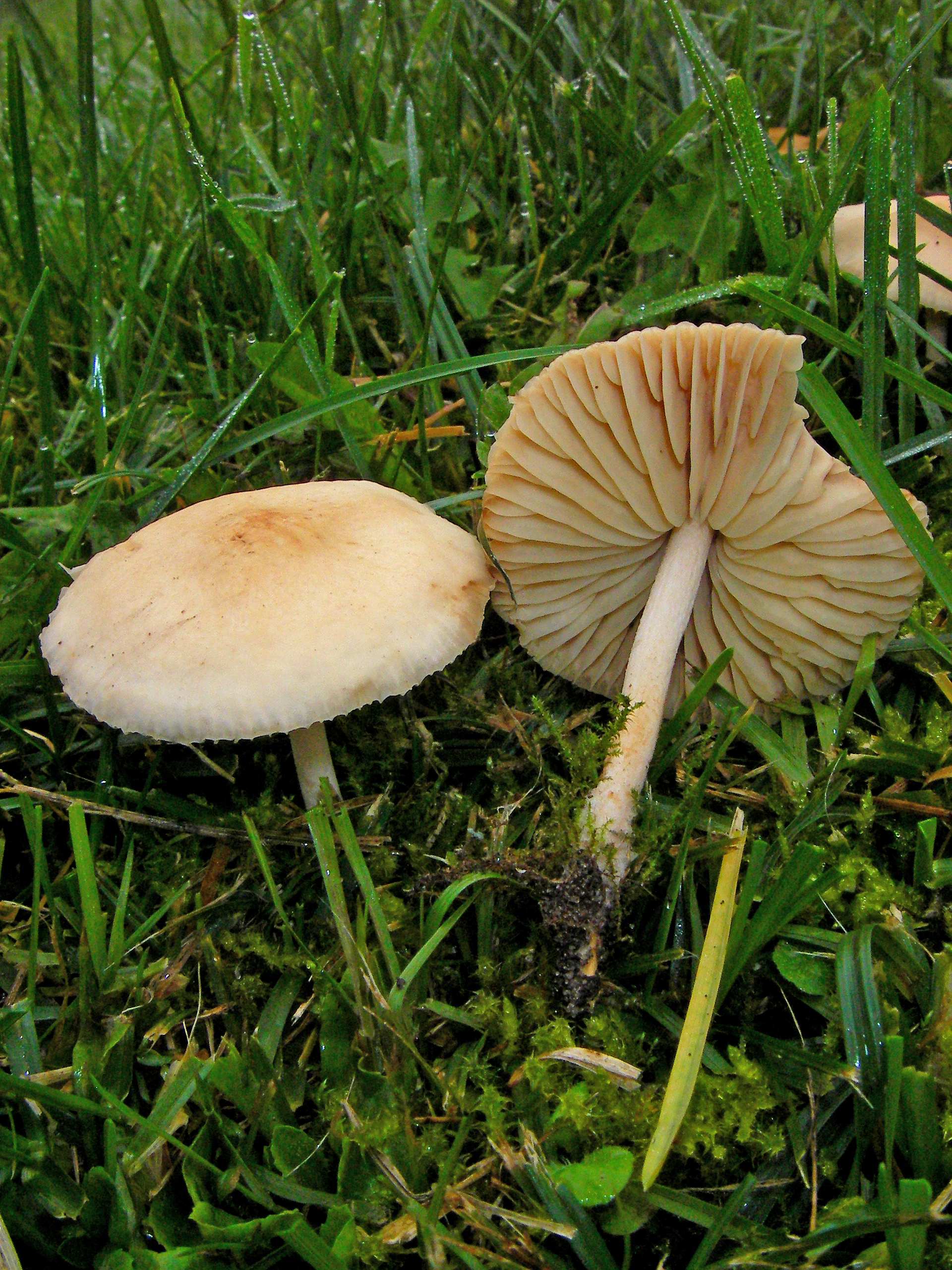
Marasmius oreades

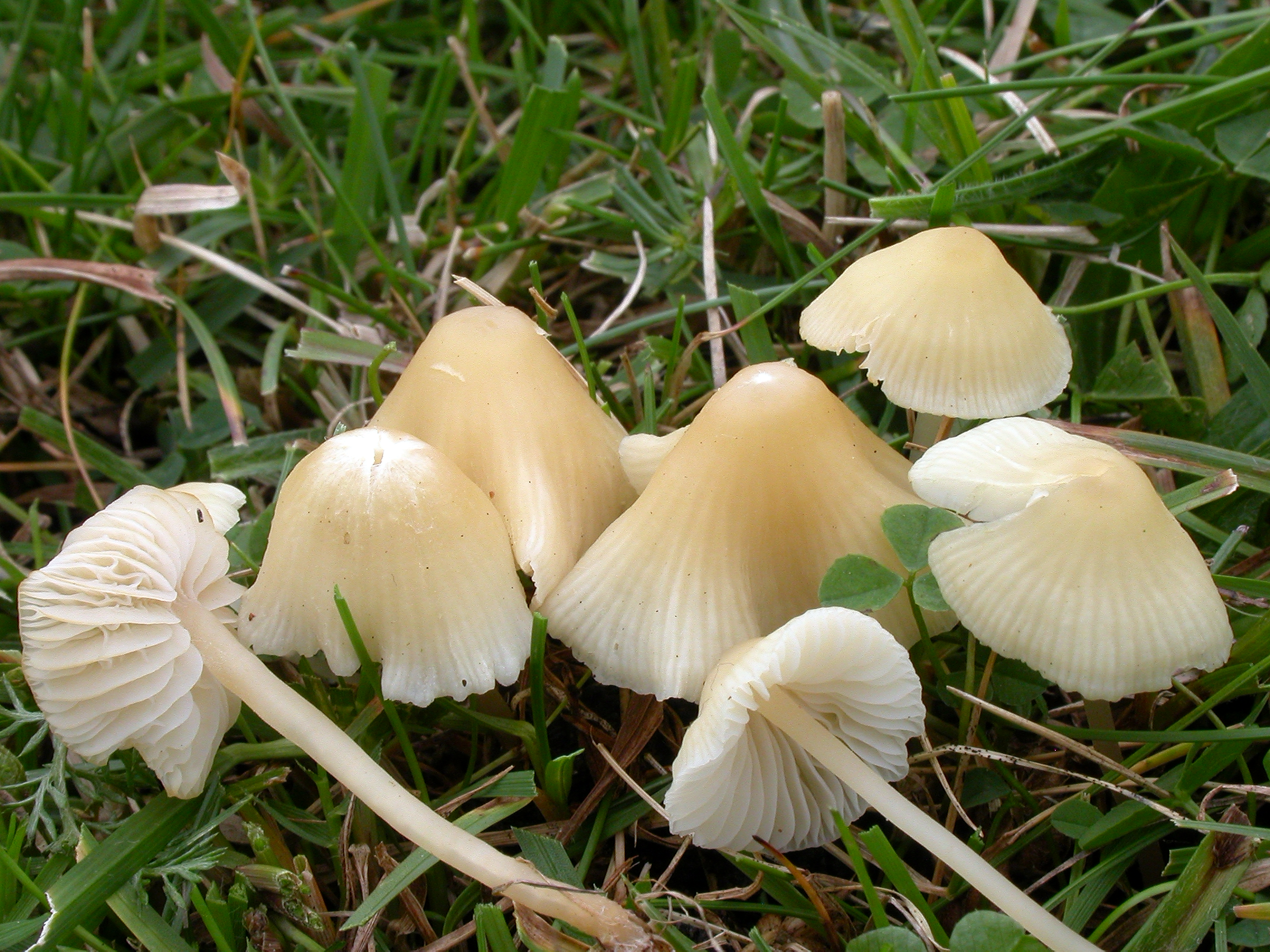
!Mycena flavoalba!
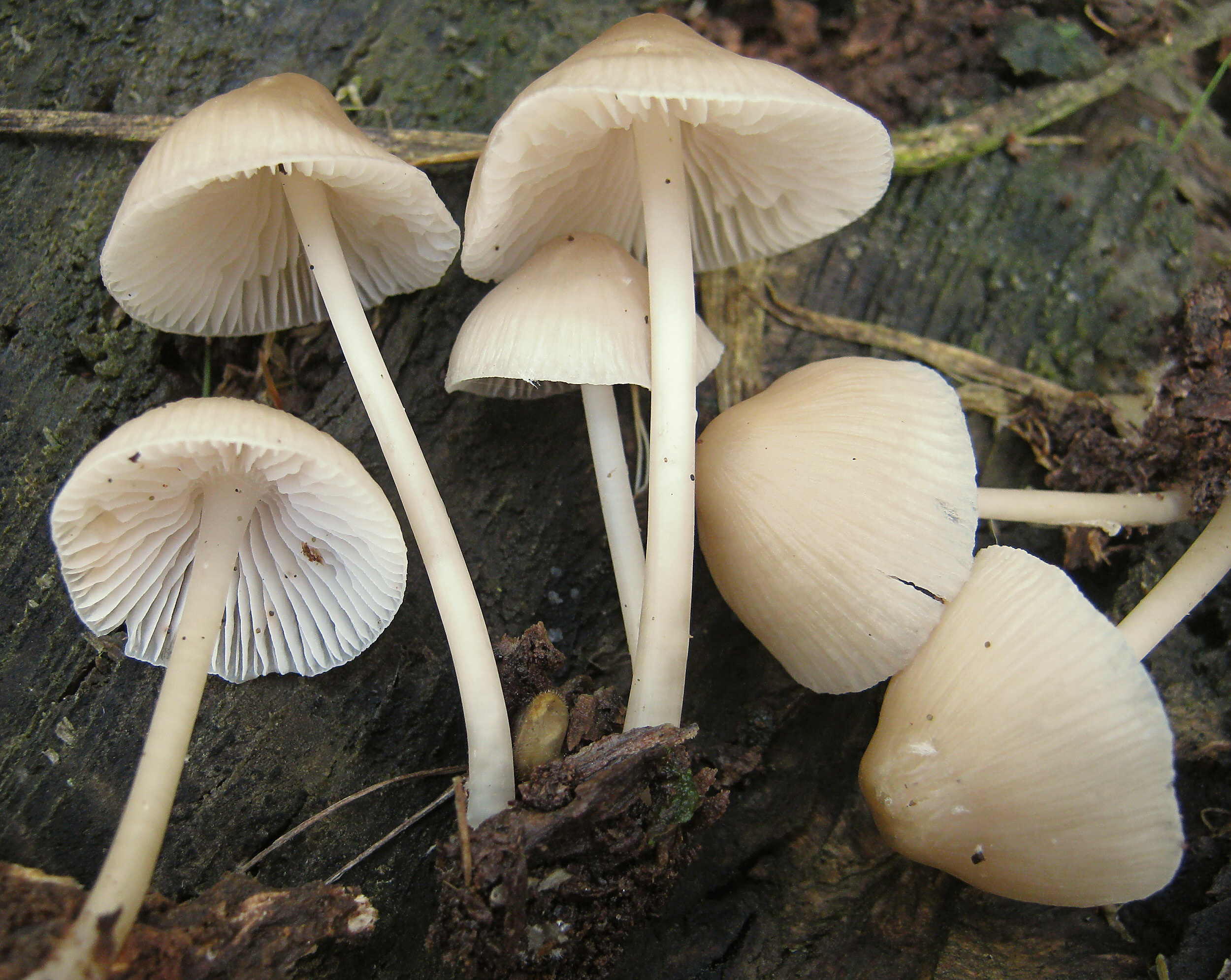
!Mycena galericulata!
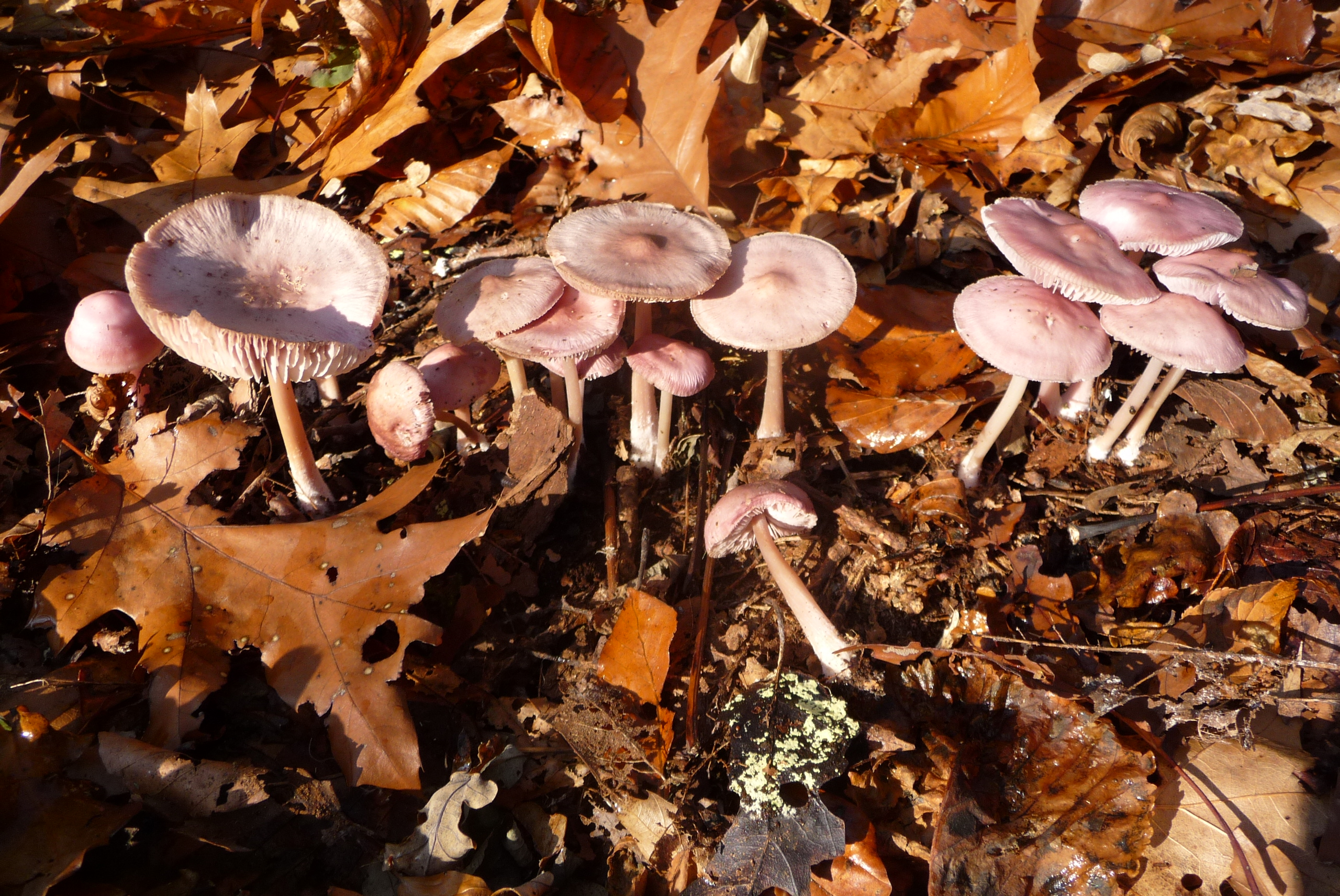
Mycena pura
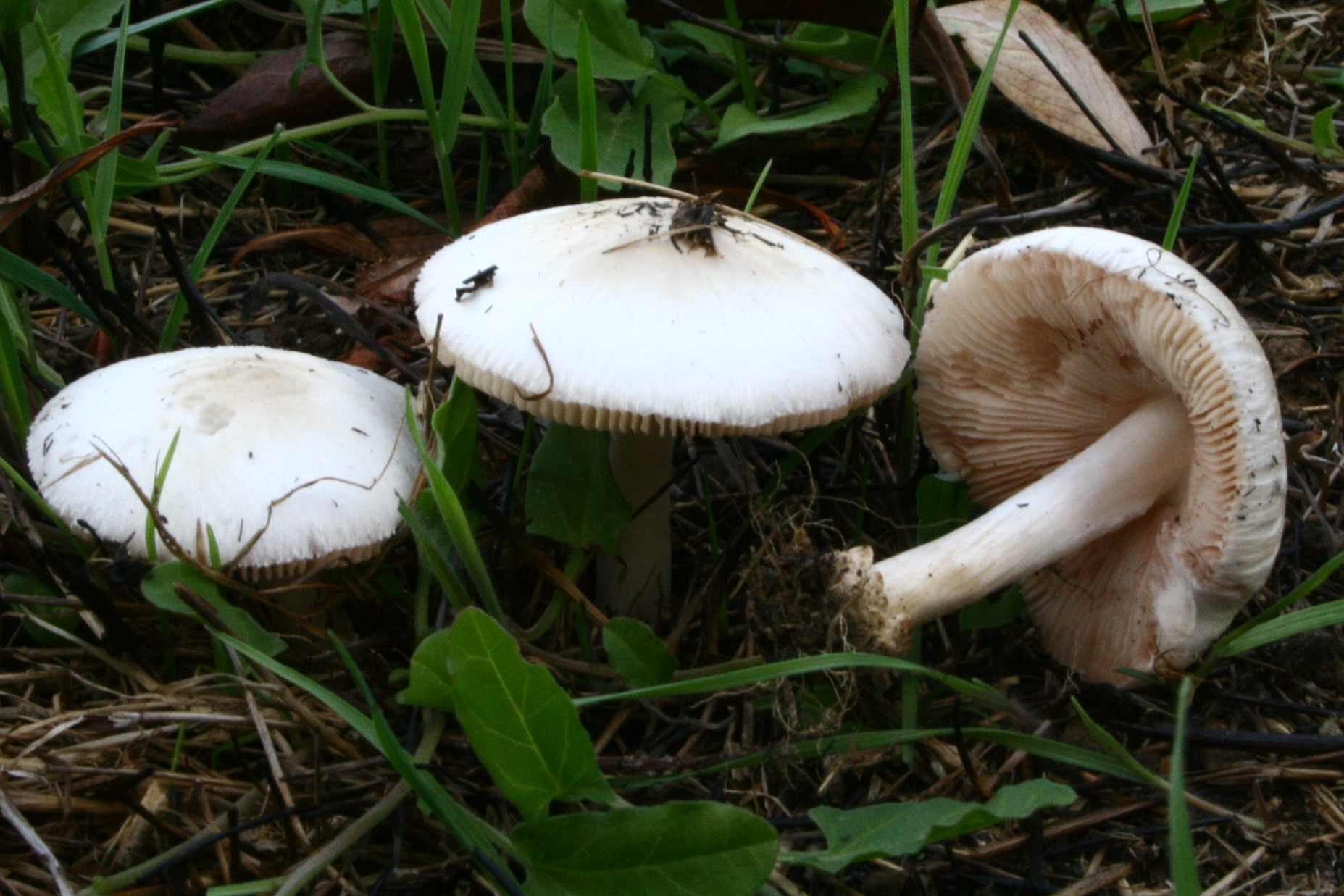
!Volvariella taylorii!

## Valorificare
Deși inofensivă precum de miros plăcut și gust blând, ciuperca nu se potrivește pentru prepararea în bucătărie. Mică și fragilă cum este, s-ar dezagrega probabil parțial în timpul transportului. Mai departe, pericolul de a confunda-o cu specii extrem de otrăvitoare din genul Inocybe  este dată. 